# Plaza de Colmenares
La plaza de Colmenares es un espacio público de la ciudad española de Segovia.

## Descripción
La plaza, a la que se llega tanto por la calle de los Zuloaga como por el paseo de Santo Domingo de Guzmán a través del Postigo de San Juan de los Caballeros, se llamó antes «plaza de San Juan» por albergar la iglesia de San Juan de los Caballeros y «plaza del Conde de Cheste», pero este último título lo intercambió luego con la que lo lleva ahora. Con el actual, honra al historiador Diego de Colmenares (1586-1651), oriundo de la ciudad. Aparece descrita en Las calles de Segovia (1918) de Mariano Sáez y Romero con las siguientes palabras:

Colmenares.—Entrada por la calle de los Zuloaga y salida a la del Taray. Por unos años se denominó así la que es hoy plaza del Conde de Cheste y Conde de Cheste a ésta de Colmenares, que anteriormente llevaba el nombre de San Juan. La designación de San Juan era por estar en esta plazuela la iglesia de San Juan de los Caballeros, de estilo románico [...]. Colmenares nació en 2 de agosto de 1586 y fué bautizado en la iglesia de San Esteban. [...] Se dió a conocer por su célebre Historia de Segovia, que aunque actualmente no pueda tenerse como modelo de las obras de esta clase, en aquellos tiempos, significaba un paso enorme en los adelantos literarios, a ella dedicó su saber y su paciencia y siempre será consultada por todo el que desee conocer la historia de nuestra Ciudad y del reino de Castilla. [...] Falleció D. Diego de Colmenares, historiador de Segovia y cronista de Castilla, en 21 de enero de 1651, siendo enterrado en la propia parroquia de San Juan y ahí estaban sus restos, hasta el año 1873 en que por haberse cerrado la iglesia al culto y por haberse establecido en el monasterio de El Parral el panteón de segovianos ilustres allí fueron trasladados en procesión solemne, y donde están en desconsolador abandono, sin la veneración debida y sin el ornato y cuidado que merecen tan preciadas reliquias. Y todavía hay que agradecer que poco tiempo hace, se haya puesto una lápida de mármol con la inscripción funeraria del ilustre muerto. En la plazuela de San Juan, se conservan todavía lienzos de la muralla, si bien con terraplenes peligrosos y que servían para la contención del baluarte amurallado y defensa de las casas señoriales, que cercan a la plazuela dominando al barrio de San Lorenzo. Por bajo de la muralla va la carretera a Arévalo, antiguo camino de Santa Lucía. Lo que se llamaba Postigo Picado en la muralla, estaba entre el postigo de San Juan pasada la iglesia y la puerta de San Cebrián. Detrás de la iglesia se abría el Postigo de su nombre.
(Sáez y Romero, 1918, pp. 38-40)